# کبک جنگلی تاج‌نخودی
کبک جنگلی تاج‌نخودی (نام علمی: Dendrortyx leucophrys) نام یک گونه از خانواده بلدرچین بر جدید و سرده بلدرچین‌های درختی است. این گونه در کاستاریکا و السالوادور و گواتمالا و هندوراس و مکزیک و نیکاراگوئه یافت می‌شود. زیستگاه آن جنگل‌های مونتن مرطوب و مزارع نیمه‌گرمسیری یا گرمسیری است. نام محلی آن "chir-ras-qua" است که به پر سروصدا بودن آن اشاره دارد. کبک جنگلی تاج‌نخودی به واسطه دم و پاهای طولانی ظاهری شبیه مرغ دارد. عنبیه کم رنگ و گردن رگه دار آن را از دیگر بلدرچین‌ها متفاوت می‌کند.